# 112 (телеканал)
«112 Україна» — закритий проросійський пропагандистський інформаційно-просвітній телеканал в Україні. Входив до медіахолдингу «Новини», чиїм неофіційним власником був політик Віктор Медведчук (через пов'язаного з ним Тараса Козака).
Телеканал мовив з листопада 2013 року по лютий 2021 року. Етер телеканалів медіахолдингу «Новини» було заблоковано 2 лютого 2021 року за антиукраїнську діяльність його власників Медведчука та Козака указом президента України Володимира Зеленського за рішенням РНБО. 26 лютого 2021 року на базі закритих телеканалів медіахолдингу ― «NewsOne» «112 Україна» та «ZIK» ― було створено новий телеканал — «Перший незалежний», куди перейшли журналісти закритих телеканалів.

## Історія каналу
2011 року проводився цифровий конкурс між регіональними телекомпаніями, на якому перемогу здобули телерадіокомпанії «Новий формат ТВ», «Партнер ТВ», «Аріадна ТВ», «ТВ Вибір» і «Лідер ТВ». Ці телеканали незабаром були викуплені Андрієм Подщипковим, 5 листопада 2013 року Національна рада України з питань телебачення і радіомовлення переоформила їх ліцензії на мовлення під ім'ям нового телеканалу «112 Україна».
26 листопада 2013 о 16:00 відбулася презентація, а 28 листопада 2013 року в етері з'явився телеканал «112 Україна». Спочатку канал транслював 8 годин контенту власного виробництва, переважно прямі включення. Згідно з програмною сіткою, день закінчувався програмою «Знай більше», де експерти з шеф-редакторами каналу Тетяною Гончаровою і Світланою Орловською обговорювали новини за день. До січня 2014 щодня о 22:00 транслювалося арткіно, надане «Артхаус Трафік». Тоді ж канал запустив молодіжні програми «Наша тема» та «Культурна революція», що виходили на вихідних до переходу в режим інформаційного марафону в грудні 2013.
18 березня 2014 року канал транслював наживо заяву президента Росії Путіна щодо анексії Криму.
У серпні 2014 року канал відкрив корпункт у Брюсселі. За час існування канал організував телемости з Кримом, Львовом, Москвою (спільно з телеканалом «Дождь», одним із ведучих якого з російського боку був пропагандист-українофоб Максим Шевченко), Вільнюсом і Малайзією. Також на каналі провели 20-годинний телемарафон під час виборів до Верховної ради України.

## Власники
Відповідно до офіційних документів Національної ради України з питань телебачення і радіомовлення телеканал належить групі компаній: ТОВ «ТБ-Вибір», ТОВ «Партнер ТБ», ТОВ «Новий формат ТБ», ТОВ «Лідер ТБ» і ТОВ «Аріадна ТБ». У засобах масової інформації поширені чутки, що канал належить Сергію Курченку і Олександру Януковичу, на яких було накладено міжнародні санкції в зв'язку з корупцією. Генеральний директор каналу Андрій Подщипков 2014 року спростовував інформацію, що канал належить Сергію Арбузову та Віталієві Захарченку, зазначивши: «мій канал належить мені».
27 вересня 2016 року Андрій Подщипков повідомив, що знаходиться в процесі оформлення політичного притулку. Підставою для отримання статусу політичного біженця в Бельгії став, за його словами, «політичний тиск в Україні».
Навесні 2018 року стало відомо, що бенефіціарним власником каналу став продавець вживаних автомобілів Едуард Катц з німецької провінції Кюнцелль у центральній частині Німеччини. За даними журналістського розслідування, неофіційним власником є проросійський олігарх Віктор Медведчук, який є кумом президента РФ Володимира Путіна. 4 червня 2018 року стало відомо, що новим генеральним продюсером каналу став 30-літній Артем Марчевський, який до цього працював на каналах «Україна» та «ZIK», а також на студії «1+1 продакшн», паралельно отримуючи вищу освіту. Крім медійної діяльності, він 2015 року брав участь у виборах до Київської міськради від партії «Право народу», керівником якої був один із соратників Медведчука по ГО «Український вибір» Віктор Чорний. Саме тоді в етері каналу різко збільшилась кількість згадок про Медведчука.
14 грудня 2018 року стало відомо, що канал «112 Україна» придбав у німця Едуарда Катца народний депутат і заступник голови ГО «Український вибір» Тарас Козак.
З 14 червня 2019 року телеканал входив до складу новоствореного медіахолдингу «Новини», куди також входили телеканали «ZIK» і «NewsOne».
У лютому 2021 року засновник телеканалу «112 Україна» Андрій Подщипков підтримав запровадження санкцій проти медіа й заявив про намір повернути телеканал собі, вказавши, що кінцевим бенефіціаром є він, однак шляхом шахрайства, без його відома й згоди, було здійснено ряд перепродажів, унаслідок яких кінцевим власником став Тарас Козак.

## Програми
- Новини
- Вечірній прайм[24]
- 112 хвилин
- По суті з Денисом Жарких
- Ліга корупції
- LIVE
- LIVE ШОУ
- ЛЮДИ
- УРЯДОВИЙ КВАРТАЛ
- Велике інтерв'ю
- СОЛО
- Мага
- Голос народу
- Пульс
- Очевидець
- Стіна
- Погляд на тиждень
- Гордон
- Бацман
- Кандидат (Відбір кандидатів від партії «ОПЗЖ» на парламентських виборах 2019)
- Великі ігри
- Культурна революція
- Наша тема
- Військовий щоденник
- Великі ігри
- Виклик

З січня 2017 до серпня 2018 року канал ретранслював деякі проєкти виробництва українського бюро «Радіо Свобода», такі як «Донбас. Реалії» та «Завтра».

## Ведучі
- Тетяна Гончарова
- Сергій Гулюк
- Павло Кужеєв
- Тигран Мартиросян
- Василь Голованов
- Тетяна Хмельницька
- Світлана Орловська
- Даша Щаслива
- В`ячеслав Соломка
- Олексій Ананов
- Володимир Андрієвський
- Юрій Бібік
- Наталя Влащенко
- Юлія Галушка
- Катерина Жукова
- Вадим Карп`як
- Світлана Катренко
- Інна Керча
- Вікторія Кіосе
- Іван Костроба
- Тимур Мірошниченко
- Володимир Полуєв
- Євгенія Скорина
- Роксана Руно
- Ксенія Смірнова
- Ганна Степанець
- Микола Сирокваш
- Віолетта Логунова (до шлюбу Трикова)
- Алла Щоличева
- Наталя Шулим
- Еліна Бекетова
- Катерина Романюк
- Савік Шустер
- Вадим Колодійчук
- Олег Білецький
- Поліна Голованова
- Анастасія Марченко
- Євген Міхін
- Юлія Мотрич
- Тетяна Іванська
- Наталка Сопіт
- Дмитро Гордон
- Віталій Бакуменко
- Алеся Бацман
- Анастасія Медведчук
- Петро Мага
- Олександр Ролдугін
- Валерія Сергієва
- Андрій Рудий
- Віта Євтушина
- Віктор Коломієць
- Богдан Пиленко
- Вадим Рабінович
- Олександр Шульга
- Надія Сасс
- Олена Морозова
- Андрій Портнов
- Володимир Данилець
- Володимир Моїсеєнко
- Денис Жарких
- Максим Малинов
- Юлія Колтак

## Антиукраїнська діяльність каналу та закриття рішенням РНБО
У 2013―2018 роках, у період коли каналом володів Сергій Курченко, Олександр Янукович, Сергій Арбузов та Віталій Захарченко телеканал виробляв антиукраїнський та проросійський контент. Однак, з грудня 2018 року, після того як канал придбав політик Віктор Медведчук, контент телеканалу став ще більш окреслено антиукраїнським та проросійським й його вважали одним із провідних проросійських антиукраїнських телеканалів в Україні того періоду.
Улітку 2014 року канал був єдиним із каналів з України, чиї журналісти мали «акредитацію» терористичного угруповання «ДНР». Зокрема, 17 липня 2014 на каналі відбулось пряме ввімкнення стрингера каналу Романа Гнатюка з місця падіння пасажирського літака «Boeing-777» рейсу MH17. На критику колег головний редактор каналу Павло Кужеєв відповідав:
|  | «У ДНР та ЛНР є щось на кшталт міністерства інформації, куди подаються заявки на акредитацію, як це робиться в будь-яких пресслужбі або відомстві за зразком "Просимо акредитувати такого-то журналіста задля висвітлення подій у місті та області, дати дозвіл на зйомку". Так само ми подавали акредитацію на територію Російської Федерації на 90 днів. Я маю на увазі Крим. Вирішили не ховати в труси диктофони та камери, як це чомусь роблять журналісти з інших українських ЗМІ» |

Павло Кужеєв додавав, що журналісту під час увімкнення не перешкоджали й дивувався, що «акредитацію» не отримували його колеги. Канал протягом усього часу мовлення критикувався, зокрема, Національною Радою України з питань телебачення і радіомовлення.
Починаючи зі скликання нового складу Ради, аналіз роботи каналу посилилася. У серпні 2014 канал подав заявку на внесення змін до супутникової та цифрової ліцензії через збільшення інформаційного контенту і програм власного виробництва. 21 серпня Національна рада винесла шість попереджень телеканалу за невідповідність програмної концепції. Також рада перенесла рішення про переоформлення регіональних ліцензій, видавши подібне рішення за аналогічним запитом від телеканалу «Голдберрі», який увійшов до складу Еспресо TV, яким курує Микола Княжицький. Також до каналу висувалась претензія щодо логотипа, який, на думку експертів, має кольорову гаму російського прапора.
Узимку 2015 року телеканал отримав попередження за трансляцію ток-шоу «Шустер LIVE», на якій був присутній російський пропагандист Максим Шевченко, який висловлював проросійські заяви. Парадокс ситуації полягав у тому, що «24 Канал», який також транслював шоу, попередження не отримав, і керівництво каналу запевнило, що більше не покаже шоу.
26 березня 2015 року Національна Рада з питань телебачення і радіомовлення винесла додаткові 5 попереджень за порушення умов ліцензії. Національна рада тривалий час вимагала відкрити справжніх власників телеканалу, вважаючи, що заявлений власник — Андрій Подщипков, який неодноразово заявляв про своє одноосібне володіння телеканалом, ним не є.
У дослідженні 2018 року від Texty.org.ua, видання назване одним із провідних проросійських видань в Україні.
4 жовтня 2018 Верховна Рада проголосувала 229 голосами за звернення до РНБО з вимогою ввести санкції проти телеканалів «112 Україна» і «NewsOne». Після відхилення альтернативного закону про недопущення ухвалення санкцій, авторами якого стали члени фракції «Опозиційного блоку», голова ВР Андрій Парубій підписав 15 жовтня звернення до РНБО.
16 вересня 2019-го апеляційний суд відмовив представникам каналу в апеляції, дозволивши Нацраді з питань телебачення й радіо приймати рішення щодо анулювання ліцензії каналу. 19 вересня канал отримав чергове попередження, а 26 вересня Нацрада відмовила каналові в продовженні ліцензії на цифрове мовлення. Рада розглянула справу щодо п'яти регіональних телеканалів, які замість власних програм ретранслювали етер «112 Україна». Ці канали охоплюють практично всю країну. Канал без узгодження змінив програмну концепцію, яку не було узгоджено з Нацрадою, також змінив логотип.
28 вересня 2019 року, рівно опівночі, канал припинив мовлення в цифровій мережі DVB-T2. Натомість канал має ліцензію на супутникове мовлення, де продовжує транслювати свої програми. У відповідь на дії Нацради в Офісі Президента України заявили, що «слідкують за ситуацією» і найближчим часом планують оновити склад Нацради.

### Застосування санкцій РНБО та припинення етерного мовлення
2 лютого 2021 року Президент Зеленський підписав Указ № 43/2021 "Про рішення РНБО від 2.02.2021 «Про застосування персональних спеціальних економічних та інших обмежувальних заходів (санкцій)», яким увів у дію рішення РНБО від 4.10.2018 року «Про застосування персональних спеціальних економічних та інших обмежувальних заходів (санкцій)». Згідно з ним на 5 років запроваджено персональні санкції проти самого Тараса Козака та каналів, що йому належать: «112 Україна», «ZIK», «NewsOne».
Санкції передбачають:
1. блокування активів — тимчасове обмеження права особи користуватися та розпоряджатися належним їй майном;
2. обмеження торговельних операцій;
3. обмеження, часткове чи повне припинення транзиту ресурсів, польотів та перевезень територією України;
4. запобігання виведенню капіталів за межі України;
5. зупинення виконання економічних та фінансових зобов'язань;
6. анулювання або зупинення ліцензій та інших дозволів, одержання (наявність) яких є умовою для здійснення певного виду діяльності;
7. повна або часткова заборона вчинення правочинів щодо цінних паперів, емітентами яких є особи, до яких застосовано санкції згідно з цим Законом;
8. припинення видачі дозволів, ліцензій на ввезення в Україну з іноземної держави чи вивезення з України валютних цінностей та обмеження видачі готівки за платіжними картками, емітованими резидентами іноземної держави;
9. заборона передання технологій, прав на об'єкти права інтелектуальної власності.

Також на 5 років ввели санкції проти регіональних мовників каналу «112-Україна» — «Новий формат», «Аріадна ТВ», «ТВ Вибір», «Партнер ТВ» та «Лідер ТВ».
Після запровадження санкцій київські кабельні оператори «Воля», «Triolan» та «Інформаційні технології», а також ОТТ-сервіси «Sweet.tv» та OLL.TV вимкнули дані телеканали..
Запровадження санкцій проти телеканалів вже викликали бурхливу реакцію у соцмережах. У ніч на 3 лютого 2021 року, о 00:25 супутникове мовлення телеканалу «112 Україна» було припинено.
4 лютого Міністерство культури та інформаційної політики звернулося до YouTube з проханням заблокувати акаунти всіх трьох каналів: «112 Україна», «NewsOne» та «ZIK». Реагуючи на це звернення, YouTube 24 квітня заблокував для українських користувачів телеканали «112 Україна», NewsOne і ZiK. Коментуючи такий крок соцмережі, очільник міністерства Олександр Ткаченко повідомив, що вважає це рішення «прецедентом» і «свідченням того, що ризики, які пов'язані з інформаційною війною, усвідомлюються в цивілізованому світі».
19 березня Касаційний адміністративний суд у складі Верховного суду України відмовив у задоволенні позову щодо оскарження указу президента України Володимира Зеленського, яким було введено в дію рішення Ради національної безпеки і оборони про застосування санкцій щодо трьох телеканалів медіа групи «Новини» — зокрема і каналу «112 Україна». «Суд у задоволенні позовних вимог відмовив повністю», — йдеться у повідомленні для преси. Це рішення ще може бути оскаржене у Великій палаті Верховного суду. Водночас суд паралельно розглядає ще два окремі позови щодо оскарження згаданого указу Зеленського.

#### Обхід санкцій РНБО шляхом мовлення телеканалу «112 Україна» на YouTube
З 5 по 13 березня 2021 року Youtube тимчасово заблокував ретрансляцію наживо каналу «Перший незалежний» на Youtube-каналі телеканалу «112 Україна».
Наприкінці квітня 2021 року міністр культури та інформаційної політики України Олександр Ткаченко повідомив що у березні-квітні 2021 року Мінкульт двічі просила YouTube заблокувати Youtube-сторінки проросійських «каналів Медведчука», але відповіді так і не отримали.
24 квітня 2021 року YouTube обмежив доступ до Youtube-каналів підсанкційних телеканалів: «NewsOne», «112 Україна» та «ZIK» для користувачів з українськими IP-адресами (тобто з території України); при спробі переглянути трансляцію з-під українського IP з'являється повідомлення про те, що канали недоступні для перегляду в Україні через скаргу влади на протизаконний контент. Для користувачів з неукраїнськими IP (тобто з усіх територій, окрім України) доступ до цих Youtube-каналів діє. Того ж дня, 24 квітня 2021 року, вищезгадані Youtube-канали перейшли на резервні YouTube-канали замість обмежених в Україні.
8 червня 2023 року НацРада анулювала ліцензію на мовлення.

#### Обхід санкцій РНБО шляхом зміни домена вебсайту «112.ua»
Того ж дня, як РНБО оголосила санкції супроти телеканалів медіхолдингу «Новини», відповідні держоргани подали заявки на блокування сайтів цих каналів, зокрема сайту 112.ua. Однак, для обходу санкцій РНБО власники цих каналів незаконно перевели вебсайти цих каналів на нові домени, зокрема перевели «112.ua» на «112.tv».